# Estadio El Sadar
Estadio El Sadar (w latach 2005-2013 Estadio Reyno de Navarra) – stadion piłkarski w Pampelunie, na którym swoje mecze rozgrywa klub hiszpański CA Osasuna.